# THE IDOLM@STER 765PRO ALLSTARS+ GRE@TEST BEST!
'THE IDOLM@STER 765 PRO ALLSTARS+ GRE@TEST BEST!' (아이돌마스터 남코 프로 올스타즈 플러스 그레이티스트 베스트)는 2013년 9월 18일부터 일본 컬럼비아에서 발매된 게임·애니메이션 'THE IDOLM@STER'의 베스트 앨범 시리즈. 모두 4매.

## 개요
'MASTER OF MASTER', 'BEST OF 765+876=!!'에 이은, 베스트 앨범 시리즈 제 3탄.
'THE IDOLM@STER'시리즈의 아케이드 게임으로부터 텔레비전 애니메이션까지의 악곡으로부터 대표곡이 수록된다. THE IDOLM@STER HISTORY, SWEET&SMILE!, COOL&BITTER!, LOVE&PEACE!의 모두 4매. PSP 전용 소프트 'THE IDOLM@STER SHINY FESTA'의 신곡으로 CD 미수록곡 'MUSIC♪' '비죠나리' 'edeN' 'Vault That Borderline!'의 4곡을 각 CD에 1곡씩 수록. 제1탄만 CD 1매 셋트로, 외는 모두 CD 2매 셋트.
CD는 '첫사랑 조곡'과 같이 Blu-SPEC CD2 사양으로, 수록곡도 신곡 이외는 모두 리마스터되어 과거에 판매된 CD보다 고음질화를 실시했다.
처음에는 2013년 6월부터 차례차례 발매 예정이었지만, 라이브 이벤트 'MUSIC FESTIV@L OF WINTER!!'의 BD/DVD의 7월 발매가 정해졌기 때문에, 그것을 근거로 해 같은 해 9월부터의 차례차례 발매로 변경이 되었다.
덧붙여 본 CD시리즈로 첫 CD화된 악곡은 굵은 글씨로 표기한다.

## THE IDOLM@STER HISTORY
2013년 9월 18일 발매. 'GRE@TEST BEST!'시리즈 제 1탄. 지금까지 걸어 온 아이돌마스터의 역사를 쓰는 수록 내용이 되어
'아이돌마스터'의 대표곡을 수록한 베스트이다. 쟈켓 일러스트는 캐릭터 디자인을 다룬 쿠보오카 토시유키가 담당.
수록곡
1. THE IDOLM@STER(M@STER VERSION -REMIX-)
가: 아마미 하루카(나카무라 에리코) , 키사라기 치하야(이마이 아사미) , 타카츠키 야요이(니고 마야코) , 하기와라 유키호(하세 유리나) , 키쿠치 마코토(히라타 히로미) , 후타미 아미/마미(시모다 아사미) , 미나세 이오리(쿠기미야 리에) , 미우라 아즈사(타카하시 치아키) , 아키즈키 리츠코(와카바야시 나오미)
작사: 나카무라 메구미, 작곡·편곡: NAMCO(사사키 히로토)
2. GO MY WAY!! (M@STER VERSION)
가: 아마미 하루카(나카무라 에리코), 타카츠키 야요이(니고 마야코), 미나세 이오리(쿠기미야 리에)
작사: yura, 작곡·편곡: NBGI(고사키 사토루)
3. i
가: IM@S ALLSTARS+[주 1]
작사: yura, 작곡·편곡: NBGI(고사키 사토루)
4. 하늘
가: 오토나시 코토리(타키타 쥬리)
작사: yura, 작곡: NBGI(고사키 사토루)
5. shiny smile(M@STER VERSION)
가: 아마미 하루카(나카무라 에리코), 키사라기 치하야(이마이 아사미), 아키즈키 리츠코(와카바야시 나오미)
작사: 아침해제, 작곡·편곡: NBGI(Yoshi)
6. Colorful Days(M@STER VERSION)
가: 아마미 하루카(나카무라 에리코), 키사라기 치하야(이마이 아사미), 후타미 아미(시모다 아사미)
작사: 나카무라 메구미, 작곡·편곡: NBGI(사사키 히로토)
7. L·O·B·M
가: IM@S ALLSTARS++[주 2]
작사: NBGI(mft), 작곡·편곡: NBGI(타카다 류이치)
8. "HELLO!!"(M@STER VERSION)
가: 히다카 아이(토마츠 하루카) , 미즈타니 에리(하나자와 카나) , 아키즈키 료(산페이 유코)
작사: yura, 작곡·편곡: 고사키 사토루
9. MEGARE!(M@STER VERSION)
가: 765 PRO ALLSTARS[주 3]
작사: NBGI(mft), 작곡·편곡: NBGI(타카다 류이치)
10. The world is all one !! (M@STER VERSION)
가: 765 PRO ALLSTARS[주 3]
작사: RIONA, 작곡: 타시로 토모카즈, 편곡: 아라키 케이로쿠
11. READY!! (M@STER VERSION)
가: 765 PRO ALLSTARS[주 3]
작사: yura, 작곡·편곡: 고사키 사토루
12. CHANGE!!!! (M@STER VERSION)
가: 765 PRO ALLSTARS[주 3]
작사: yura, 작곡: NBGI(우치다 테츠야), 편곡: 하시모토 유카리 · NBGI(우치다 테츠야)
13. 자신 REST@RT(M@STER VERSION)
가: 아마미 하루카(나카무라 에리코), 호시이 미키(하세가와 아키코), 키사라기 치하야(이마이 아사미), 타카츠키 야요이(니고 마야코), 하기와라 유키호(아사쿠라 아즈미) , 키쿠치 마코토(히라타 히로미), 후타미 마미(시모다 아사미), 시죠 타카네(하라 유미) , 가나하 히비키(누마쿠라 마나미)
작사: 사사키 히로토, 작곡·편곡: 타나카 히데카즈
14. 우리는 쭉… 이죠?
가: 765 PRO ALLSTARS[주 3]
작사: 전아귀, 작곡·편곡: 사사키 히로토
15. MUSIC♪(M@STER VERSION) 
가: 765 PRO ALLSTARS[주 3]
작사: yura, 작곡·편곡: NBGI(와타나베량)
16. BONUS TRACK  단결 2010
가: IM@S 765 PRO ALLSTARS[주 3]
작사: NBGI(이시하라 아키히로), 작곡·편곡: NBGI(사사키 히로토)

## SWEET&SMILE!
2013년 10월 23일 발매. 'GRE@TEST BEST!'시리즈의 제2탄. 사랑스럽고 건강한 악곡을 메인에 수록. 쟈켓 일러스트는 'MASTER ARTIST'부터 'MASTER ARTIST 2'까지의, 대부분의 CD 쟈켓 일러스트를 다룬 안닌도후가 담당.
수록곡
DISC.1
1. 마법을 걸어! (M@STER VERSION)
가: 아마미 하루카(나카무라 에리코), 하기와라 유키호(하세 유리나), 아키즈키 리츠코(와카바야시 나오미)
작사·작곡·편곡: NBGI(고사키 사토루)
2.  포지티브! (M@STER VERSION)
가: 타카츠키 야요이(니고 마야코), 후타미 아미/마미(시모다 아사미), 미나세 이오리(쿠기미야 리에)
작사: NBGI(mft), 작곡·편곡: NBGI(나카가와 코지)
3.  태양의 질투(M@STER VERSION)
가: 아마미 하루카(나카무라 에리코), 키사라기 치하야(이마이 아사미), 미나세 이오리(쿠기미야 리에)
작사: 모리 유리코, 작곡·편곡: NBGI(시이나 고)
4.  안녕!! 아침밥(M@STER VERSION)
가: 타카츠키 야요이(니고 마야코), 하기와라 유키호(하세 유리나), 미우라 아즈사(타카하시 치아키)
작사: 나카무라 메구미, 작곡·편곡: NBGI(사사키 히로토)
5.  First Stage(M@STER VERSION)
가: 키쿠치 마코토(히라타 히로미), 하기와라 유키호(하세 유리나), 후타미 아미/마미(시모다 아사미)
작사: 나카무라 메구미, 작곡·편곡: NBGI(사사키 히로토)
6.  Here we go!! (M@STER VERSION)
가: 아마미 하루카(나카무라 에리코), 타카츠키 야요이(니고 마야코), 미나세 이오리(쿠기미야 리에)
작사: yura, 작곡·편곡: NBGI(Jesahm)
7.  신의 Birthday
가: 키사라기 치하야(이마이 아사미), 하기와라 유키호(하세 유리나), 미우라 아즈사(타카하시 치아키)
작사: 이나마을 사치코, 작곡·편곡: NBGI(Yoshi)
8.  My Best Friend(M@STER VERSION)
가: 하기와라 유키호(하세 유리나), 후타미 아미/마미(시모다 아사미), 아키즈키 리츠코(와카바야시 나오미)
작사: NBGI(uRy), 작곡: NBGI(움푹 팬 곳 히로시), 편곡: NBGI(오우에 마사코·움푹 팬 곳 히로시)
9.  나는 아이돌♡(M@STER VERSION)
가: 호시이 미키(하세가와 아키코), 미나세 이오리(쿠기미야 리에), 아키즈키 리츠코(와카바야시 나오미)
작사: 나카무라 메구미, 작곡·편곡: NBGI(사사키 히로토)
10.  키라메키라리
가: 타카츠키 야요이(니고 마야코)
작사: yura, 작곡: 고사키 사토루
11. 스타→토스타→
가: 후타미 아미/마미(시모다 아사미)
작사: yura·NBGI(움푹 팬 곳 히로시), 작곡·편곡: NBGI(움푹 팬 곳 히로시)
12.  Kosmos, Cosmos
가: 하기와라 유키호(하세 유리나)
작사: 엔도 후비트, 작곡·편곡: NBGI(우치다 테츠야)
13.  발렌타인
가: 호시이 미키(하세가와 아키코), 후타미 아미/마미(시모다 아사미)
작사·작곡: 모모이 하루코, 편곡: 사이토 신야
14.  Do-Dai(M@STER VERSION)
가: 호시이 미키(하세가와 아키코), 타카츠키 야요이(니고 마야코), 후타미 아미(시모다 아사미)
작사: NBGI(mft), 작곡·편곡: NBGI(나카가와 코지)
15. 꽃
가: 오토나시 코토리(타키타 쥬리)
작사: yura, 작곡: 후지스에 미키, 편곡: 경가순

DISC.2
1. 소녀여 큰 뜻을 안아라!!
가: 아마미 하루카(나카무라 에리코)
작사: yura, 작곡: 시라토 유스케, 편곡: 경가순
2.  플라워 걸
가: 시죠 타카네(하라 유미)
작사: NBGI(Yoshi·kyon), 작곡·편곡: NBGI(Yoshi)
3.  쇼킹한 그
가: 호시이 미키(하세가와 아키코)
작사: NBGI(mft), 작곡: NBGI(나카가와 코지), 편곡: NBGI(나카가와 코지·증 후치 유지)
4.  리조라
가: 미나세 이오리(쿠기미야 리에)
작사: 시로세채, 작곡·편곡: 야나기다시유
5.  따뜻한 눈
가: 호시이 미키(하세가와 아키코), 타카츠키 야요이(니고 마야코), 후타미 아미/마미(시모다 아사미)
작사: 시로세채, 작곡·편곡: 고자 타쿠토, 편곡: 마르야마테트오
6.  너는 멜로디(M@STER VERSION)
가: 타카츠키 야요이(니고 마야코), 하기와라 유키호(아사쿠라 아즈미), 키쿠치 마코토(히라타 히로미), 미나세 이오리(쿠기미야 리에), 미우라 아즈사(타카하시 치아키), 아키즈키 리츠코(와카바야시 나오미)
작사: 엔도 후비트, 작곡·편곡: NBGI(우치다 테츠야)
7.  START!!
가: 아마미 하루카(나카무라 에리코)
작사: 시로세채, 작곡·편곡: 미야자키 마코토
8. 몇 번이나 말할 수 있어
가: 하기와라 유키호(아사쿠라 아즈미)
작사: 엔도 후비트, 작곡·편곡: 카와다 루카
9. 제이미
가: 후타미 마미(시모다 아사미)
작사: mft, 작곡: 타무라 신지, 편곡: 우메보리 아츠시
10. 러♥블♥리♥
가: 미우라 아즈사(타카하시 치아키)
작사: yura, 작곡·편곡: 마츠다 노부오
11. 신SUMMER!!
가: 아마미 하루카(나카무라 에리코), 타카츠키 야요이(니고 마야코), 하기와라 유키호(아사쿠라 아즈미), 후타미 아미/마미(시모다 아사미), 미나세 이오리(쿠기미야 리에), 시죠 타카네(하라 유미)
작사: yura, 작곡·편곡: 타나카 히데카즈
12.  Brand New Day!
가: 가나하 히비키(누마쿠라 마나미)
작사·작곡·편곡: NBGI(움푹 팬 곳 히로시)
13. 치어링 레터
가: 키쿠치 마코토(히라타 히로미)
작사: mft, 작곡·편곡: MIKOTO, 편곡: 우메보리 아츠시
14. 일곱빛 버튼(M@STER VERSION)
가: 후타미 아미(시모다 아사미), 미나세 이오리(쿠기미야 리에), 미우라 아즈사(타카하시 치아키)
작사: 엔도 후비트, 작곡·편곡: NBGI(우치다 테츠야)
15. 비죠나리(M@STER VERSION) 
가: 타카츠키 야요이(니고 마야코), 후타미 아미/마미(시모다 아사미), 미나세 이오리(쿠기미야 리에), 가나하 히비키(누마쿠라 마나미)
작사: NBGI(mft), 작곡·편곡: NBGI(나카가와 코지)

## COOL&BITTER!
2013년 11월 20일 발매. 'GRE@TEST BEST!'시리즈의 제3탄. 타이틀 대로 COOL감과 BITTER감이 있는 어른스러운 악곡을 메인에 수록. 쟈켓 일러스트는, 'Dearly Stars'이후의 게임 작품으로 쿠보오카와 함께 캐릭터 디자인을 다룬 타미야 키요타카가 담당.
수록곡
DISC.1
1.  9:02pm(M@STER VERSION)
가: 키사라기 치하야(이마이 아사미), 키쿠치 마코토(히라타 히로미), 미우라 아즈사(타카하시 치아키)
작사: yura, 작곡·편곡: NBGI(Jesahm)
2. 에이전트 밤을 걷다(M@STER VERSION)
가: 키쿠치 마코토(히라타 히로미), 후타미 아미/마미(시모다 아사미), 아키즈키 리츠코(와카바야시 나오미)
작사·작곡·편곡: NBGI(LindaAI-CUE)
3. 파랑새(M@STER VERSION)
가: 키사라기 치하야(이마이 아사미), 미우라 아즈사(타카하시 치아키), 아키즈키 리츠코(와카바야시 나오미)
작사: 모리 유리코, 작곡: NBGI(시이나 고), 편곡: 시오이리 토시야
4.  relations(M@STER VERSION)
가: 호시이 미키(하세가와 아키코), 키사라기 치하야(이마이 아사미)
작사: NBGI(mft), 작곡·편곡: NBGI(나카가와 코지)
5.  I Want
가: 아마미 하루카(나카무라 에리코)
작사·작곡·편곡: NBGI(LindaAI-CUE)
6.  미주 Mind
가: 키쿠치 마코토(히라타 히로미)
작사: NBGI(mft), 작곡·편곡: NBGI(나카가와 코지)
7.  눈이 만나는 순간
가: 키사라기 치하야(이마이 아사미)
작사: 카이타 유리코, 작곡: NBGI(Jesahm)
8.  inferno
가: 키사라기 치하야(이마이 아사미), 하기와라 유키호(하세 유리나)
작사: yura Dark, 작곡·편곡: 후지스에 미키, 편곡: 쿠사노 요시히로
9. 오버마스터(M@STER VERSION)
가: 호시이 미키(하세가와 아키코), 시죠 타카네(하라 유미), 가나하 히비키(누마쿠라 마나미)
작사: NBGI(mft), 작곡·편곡: NBGI(나카가와 코지), 편곡: NBGI(증 후치 유지)
10. KisS
가: 호시이 미키(하세가와 아키코), 시죠 타카네(하라 유미), 가나하 히비키(누마쿠라 마나미)
작사: yura Dark, 작곡: 하시모토 유카리
11. 건강 트리퍼
가: 타카츠키 야요이(니고 마야코)
작사·작곡·편곡: NBGI(움푹 팬 곳 히로시)
12.  livE
가: 아키즈키 리츠코(와카바야시 나오미)
작사: yura Dark, 작곡: 하시모토 유카리
13.  여명 스타 라인
가: 후타미 아미/마미(시모다 아사미)
작사: NBGI(LindaAI-CUE), 작곡·편곡: NBGI(증 후치 유지)
14.  arcadia
가: 키사라기 치하야(이마이 아사미)
작사: 시로세채, 작곡·편곡: 아게마츠 노리야스, 편곡: 나카야마 마사토
15.  Next Life
가: 가나하 히비키(누마쿠라 마나미)
작사·작곡·편곡: NBGI(토오야마 아키타카)

DISC.2
1.  Mythmaker
가: 미우라 아즈사(타카하시 치아키)
작사·작곡·편곡: NBGI(LindaAI-CUE)
2. 빛
가: 오토나시 코토리(타키타 쥬리)
작사: yura, 작곡·편곡: Saeki youthK
3.  TRIAL DANCE
가: 가나하 히비키(누마쿠라 마나미)
작사: yura, 작곡·편곡: 나카니시 케이조, 편곡: 코니시 타카오
4.  Day of the future
가: 호시이 미키(하세가와 아키코)
작사:  오미직엽, 작곡·편곡:  Tatsh
5.  tear
작사: 카이타 유리코, 작곡·편곡: 나카야마 마사토
가: 키쿠치 마코토(히라타 히로미)
6.  흩날리는 눈
가: 시죠 타카네(하라 유미)
작사·작곡·편곡: 하시모토 유카리
7.  SMOKY THRILL(M@STER VERSION)
가: 후타미 아미(시모다 아사미), 미나세 이오리(쿠기미야 리에), 미우라 아즈사(타카하시 치아키)
작사·작곡·편곡: NBGI(uRy)
8. 틱탁
가: 호시이 미키(하세가와 아키코), 타카츠키 야요이(니고 마야코), 하기와라 유키호(아사쿠라 아즈미)
작사: 시로세채, 작곡·편곡: Asu, 편곡: 세키 쥰지로우
9.  어른의 시작
가: 타카츠키 야요이(니고 마야코), 후타미 아미/마미(시모다 아사미), 미나세 이오리(쿠기미야 리에)
작사: 시로세채, 작곡·편곡: 오노 타카미츠, 편곡: 타케나카 후미카즈
10.  I'm so free!
가: 호시이 미키(하세가와 아키코), 미우라 아즈사(타카하시 치아키), 시죠 타카네(하라 유미)
작사·작곡·편곡: 사에키 youthK, 편곡: woora
11.  마리오네트의 마음(M@STER VERSION)
가: 호시이 미키(하세가와 아키코)
작사: mft, 작곡·편곡: 하시모토 유카리, 편곡: 미야자키 마코토
12.  응시해
가: 하기와라 유키호(아사쿠라 아즈미), 시죠 타카네(하라 유미)
작사: 카이타 유리코, 작곡·편곡: NBGI(Yoshi), 편곡: 사쿠마 마코토
13.  Honey Heartbeat(M@STER VERSION)
가: 아마미 하루카(나카무라 에리코), 키쿠치 마코토(히라타 히로미), 후타미 마미(시모다 아사미)
작사: NBGI(MC TC), 작곡·편곡: NBGI(LindaAI-CUE)
14.  Little Match Girl(M@STER VERSION)
가: 키사라기 치하야(이마이 아사미), 하기와라 유키호(아사쿠라 아즈미)
작사·작곡·편곡: ESTi
15. edeN(M@STER VERSION) 
가: 호시이 미키(하세가와 아키코), 하기와라 유키호(아사쿠라 아즈미), 키쿠치 마코토(히라타 히로미), 시죠 타카네(하라 유미)
작사: 카이타 유리코, 작곡·편곡: NBGI(kyo)

## LOVE&PEACE!
2013년 12월 18일 발매. 'GRE@TEST BEST!'시리즈의 제4탄. 여러 가지 마음과 아이돌들의 정이 느껴지는 악곡을 중심으로 수록. 쟈켓 일러스트는 애니메이션판 'THE IDOLM@STER'의 감독·캐릭터 디자인·작화 감독등을 다룬 니시고리 아츠시.
수록곡
Disc.1
1. 추억에 고마워(M@STER VERSION)
가: 키쿠치 마코토(히라타 히로미), 미우라 아즈사(타카하시 치아키), 아키즈키 리츠코(와카바야시 나오미)
작사: yura, 작곡·편곡: NBGI(고사키 사토루)
2.  곧바로(M@STER VERSION)
가: 하기와라 유키호(하세 유리나), 키쿠치 마코토(히라타 히로미), 미우라 아즈사(타카하시 치아키)
작사: 아침해제, 작곡·편곡: NBGI(Yoshi)
3. 후들후들 퓨처☆
가: 호시이 미키(하세가와 아키코)
작사: 아침해제, 작곡·편곡: NBGI(Yoshi)
4. 곁에… 
가: 미우라 아즈사(타카하시 치아키)
작사: 카이타 유리코, 작곡·편곡: NBGI(시이나 고)
5. 둘의 기억
가: 미나세 이오리(쿠기미야 리에)
작사: NBGI(mft), 작곡·편곡: NBGI(나카가와 코지), 편곡: NBGI(오우에 마사코)
6.  가득 가득
가: 아키즈키 리츠코(와카바야시 나오미)
작사: 나카무라 메구미, 작곡: NBGI(사사키 히로토)
7.  메리
가: 아마미 하루카(나카무라 에리코), 호시이 미키(하세가와 아키코), 키사라기 치하야(이마이 아사미), 타카츠키 야요이(니고 마야코), 키쿠치 마코토(히라타 히로미)
작사: yura, 작곡·편곡: Funta
8.  함께
가: 아마미 하루카(나카무라 에리코), 호시이 미키(하세가와 아키코), 타카츠키 야요이(니고 마야코), 후타미 아미/마미(시모다 아사미), 미우라 아즈사(타카하시 치아키)
작사: yura, 작곡·편곡: 후지스에 미키
9.  YES♪
가: 아마미 하루카(나카무라 에리코), 키쿠치 마코토(히라타 히로미)
작사: yura, 작곡·편곡: 와카바야시 미츠루
10.  my song(M@STER VERSION)
가: 키쿠치 마코토(히라타 히로미), 미나세 이오리(쿠기미야 리에), 미우라 아즈사(타카하시 치아키)
작사: yura, 작곡·편곡: 고사키 사토루
11. 서니
가: 하기와라 유키호(하세 유리나), 후타미 아미/마미(시모다 아사미), 미나세 이오리(쿠기미야 리에), 미우라 아즈사(타카하시 치아키), 아키즈키 리츠코(와카바야시 나오미)
작사: yura, 작곡·편곡: Funta
12.  샤라라
가: 미우라 아즈사(타카하시 치아키), 아키즈키 리츠코(와카바야시 나오미)
작사: yura, 작곡·편곡: 카와다 루카
13.  ALRIGHT*
가: 하기와라 유키호(아사쿠라 아즈미)
작사: yura, 작곡·편곡: cota, 편곡: 세키 쥰지로우
14.  자전거
가: 키쿠치 마코토(히라타 히로미)
작사: 시로세채, 작곡: 이토심 타로
15.  Large Size Party
가: 키사라기 치하야(이마이 아사미), 미우라 아즈사(타카하시 치아키), 시죠 타카네(하라 유미)
작사: 세라우미, 작곡: 미야지마 리츠코, 편곡: 쿠사노 요시히로

Disc.2
1.  체리
가: 아마미 하루카(나카무라 에리코), 하기와라 유키호(하세 유리나), 키쿠치 마코토(히라타 히로미), 미나세 이오리(쿠기미야 리에), 가나하 히비키(누마쿠라 마나미), 아키즈키 리츠코(와카바야시 나오미)
작사: yura, 작곡·편곡: Funta7
2. 또 봐(M@STER VERSION)
가: 아마미 하루카(나카무라 에리코), 하기와라 유키호(하세 유리나), 키쿠치 마코토(히라타 히로미), 미나세 이오리(쿠기미야 리에), 가나하 히비키(누마쿠라 마나미), 아키즈키 리츠코(와카바야시 나오미)
작사: 이나마을 사치코, 작곡·편곡: NBGI(Yoshi)
3. 웃어!
가: 아마미 하루카(나카무라 에리코)
작사: 이나마을 사치코, 작곡·편곡: DY-T, 편곡: 쿠사노 요시히로
4. 잠자는 공주
가: 키사라기 치하야(이마이 아사미)
작사: 모리 유리코, 작곡·편곡: NBGI(시이나 고)
5.  스마일 체조
가: 타카츠키 야요이(니고 마야코)
작사: yura, 작곡·편곡: 미야자키 마코토
6.  DIAMOND
가: 미나세 이오리(쿠기미야 리에)
작사: NBGI(mft), 작곡·편곡: NBGI(타카다 류이치)
7.  YOU왕MY진! 
가: 후타미 아미(시모다 아사미)
작사: mft, 작곡·편곡: 시라토 유스케, 편곡: 쿠사노 요시히로
8.  LOVE 오더 메이드
가: 아키즈키 리츠코(와카바야시 나오미)
작사: 미우라 세이지, 작곡·편곡: Akiko Noda, 편곡: 하마사키유우지
9.  MOONY
가: 호시이 미키(하세가와 아키코), 키사라기 치하야(이마이 아사미), 키쿠치 마코토(히라타 히로미), 미우라 아즈사(타카하시 치아키), 가나하 히비키(누마쿠라 마나미), 아키즈키 리츠코(와카바야시 나오미)
작사: yura, 작곡·편곡: Funta7
10.  약속
가: 키사라기 치하야(이마이 아사미)
작사: 모리 유리코, 작곡: NBGI(나카가와 코지, 코바야시계수), 편곡: NBGI(코바야시계수)
11.  My Wish
가: 호시이 미키(하세가와 아키코), 타카츠키 야요이(니고 마야코), 하기와라 유키호(아사쿠라 아즈미), 키쿠치 마코토(히라타 히로미), 미나세 이오리(쿠기미야 리에), 아키즈키 리츠코(와카바야시 나오미)
작사·작곡·편곡: Asu, 편곡: 세키 쥰지로우
12.  Happy Christmas
가: 아마미 하루카(나카무라 에리코), 키사라기 치하야(이마이 아사미), 후타미 아미/마미(시모다 아사미), 미우라 아즈사(타카하시 치아키), 시죠 타카네(하라 유미), 가나하 히비키(누마쿠라 마나미)
작사: 카이타 유리코, 작곡·편곡: NBGI(시이나 고), 편곡: Fuming
13.  첫사랑~제1장 짝사랑의 벚꽃~
가: 호시이 미키(하세가와 아키코), 시죠 타카네(하라 유미), 가나하 히비키(누마쿠라 마나미)
작사: yura, 작곡·편곡: 타카다 류이치
14. 기쁨
가: 오토나시 코토리(타키타 쥬리)
작사: yura, 작곡·편곡: NBSI(코바야시계수)
15. Vault That Borderline!(M@STER VERSION) 
가: 아마미 하루카(나카무라 에리코), 키사라기 치하야(이마이 아사미), 미우라 아즈사(타카하시 치아키), 아키즈키 리츠코(와카바야시 나오미)
작사·작곡·편곡: NBGI(LindaAI-CUE)

### 내용주
1. ↑  하루카·미키·치하야·야요이·유키호(하세)·마코토·아미/마미·이오리·아즈사·리츠코·코토리의 12명.
2. ↑  하루카, 미키, 치하야, 야요이, 유키호(하세), 마코토, 아미/마미, 이오리, 아즈사, 타카네, 히비키, 리츠코의 13명.
3. 1 2 3 4 5 6 7  하루카, 미키, 치하야, 야요이, 유키호(아사쿠라), 마코토, 아미/마미, 이오리, 아즈사, 타카네, 히비키, 리츠코의 13명.

### 참조주
1. ↑  “'THE IDOLM@STER SHINY FESTA'의 신곡을 수록한, 아이돌마스터의 베스트 앨범 시리즈 'THE IDOLM@STER 765 PRO ALLSTARS+ GRE@TEST BEST!'의 발매 결정!”. 《THE IDOLM@STER 공식 홈 페이지》. 일본 컬럼비아. 2013년 3월 30일에 확인함.
2. ↑  “'THE IDOLM@STER MUSIC FESTIV@L OF WINTER!! 'Blu-ray&DVD, 7월 3일 발매 결정!그리고 '아이돌마스터 신데렐라 걸즈'의 캐릭터 CD 제 4탄으로부터 아베 나나곡의 시청 개시!”. 《THE IDOLM@STER 공식 홈 페이지》. 일본 컬럼비아. 2013년 5월 11일에 확인함.